# Independence Cup (Bangladesch)
Der Independence Cup (bengalisch বাংলাদেশ স্বাধীনতা কাপ) ist ein Fußballpokalwettbewerb in Bangladesch, der seit 1972 (mit Unterbrechungen) ausgetragen wird. Organisiert wird der Wettbewerb von der Bangladesh Football Federation. Die meisten Spiele finden im Bangabandhu National Stadium in Dhaka statt. Aktueller Titelträger ist Abahani Ltd. Dhaka.

## Sieger nach Jahr
| Saison  | Sieger                     | Finalist                    | Ergebnis              |
| ------- | -------------------------- | --------------------------- | --------------------- |
| 1981    | Dhaka Mohammedan           | East End Club               | 3:1                   |
| 1990    | Dhaka Abahani              | Dhaka Mohammedan            | 2:1                   |
| 1991    | Dhaka Mohammedan           | Dhaka Abahani               | 1:1 (4:2 i. E.)       |
| 2005    | Muktijoddha Sangsad KC     | Brothers Union              | 2:0                   |
| 2011    | Farashganj SC              | Sheikh Russel KC            | 1:1 (5:4 i. E.)       |
| 2013    | Sheikh Russel KC           | Sheikh Jamal Dhanmondi Club | 3:20                  |
| 2014    | Dhaka Mohammedan           | Feni SC                     | 0:0 (5:4 i. E.)       |
| 2016    | Chittagong Abahani Limited | Dhaka Abahani               | 2:0                   |
| 2017/18 | Arambagh KS                | Chittagong Abahani Limited  | 2:0                   |
| 2018    | Bashundhara Kings          | Sheikh Russel KC            | 2:1                   |
| 2021    | Abahani Ltd. Dhaka         | Bashundhara Kings           | 3:0                   |
| 2022    | Bashundhara Kings          | Sheikh Russel KC            | 2:2 n. V. (4:1 i. E.) |
| 2023    | Bashundhara Kings          | Dhaka Mohammedan            | 2:1                   |